# 심실중격결손
심실중격결손은 좌심실과 우심실 사이의 벽인 심실중격의 조직이 결손된 것이다.

## 같이 보기
- 심방중격결손증
- 심박출량
- 심음
- 폐고혈압